# Episodi di Doppia sentenza (serie televisiva 1969) (seconda stagione)
La seconda stagione della serie televisiva Doppia sentenza è stata trasmessa in anteprima nel Regno Unito dalla BBC One tra il 16 settembre 1970 e il 10 marzo 1971.
| nº | Titolo originale                | Titolo italiano | Prima TV UK       | Prima TV Italia |
| -- | ------------------------------- | --------------- | ----------------- | --------------- |
| 1  | Baptism                         |                 | 16 settembre 1970 |                 |
| 2  | Sunday, Sweet Sunday            |                 | 23 settembre 1970 |                 |
| 3  | Safe in the Streets?            |                 | 30 settembre 1970 |                 |
| 4  | Good Listener                   |                 | 7 ottobre 1970    |                 |
| 5  | Time Expired                    |                 | 14 ottobre 1970   |                 |
| 6  | Lessons                         |                 | 21 ottobre 1970   |                 |
| 7  | Without Favour                  |                 | 28 ottobre 1970   |                 |
| 8  | Never Hit a Lady                |                 | 4 novembre 1970   |                 |
| 9  | Its Ugly Head                   |                 | 11 novembre 1970  |                 |
| 10 | Who Wants Pride...?             |                 | 18 novembre 1970  |                 |
| 11 | Collation                       |                 | 25 novembre 1970  |                 |
| 12 | Do Me a Favour                  |                 | 2 dicembre 1970   |                 |
| 13 | Sweet Are the Uses of Adversity |                 | 9 dicembre 1970   |                 |
| 14 | Bearings                        |                 | 16 dicembre 1970  |                 |
| 15 | A World Full of Rooms           |                 | 23 dicembre 1970  |                 |
| 16 | The Lie Direct                  |                 | 30 dicembre 1970  |                 |
| 17 | Ground Level                    |                 | 6 gennaio 1971    |                 |
| 18 | Company Business                |                 | 13 gennaio 1971   |                 |
| 19 | Kick Off                        |                 | 20 gennaio 1971   |                 |
| 20 | Final Score                     |                 | 27 gennaio 1971   |                 |
| 21 | Something Big                   |                 | 3 febbraio 1971   |                 |
| 22 | Games                           |                 | 10 febbraio 1971  |                 |
| 23 | In the Public Gaze              |                 | 17 febbraio 1971  |                 |
| 24 | Held for Questioning            |                 | 24 febbraio 1971  |                 |
| 25 | Black Equals White              |                 | 3 marzo 1971      |                 |
| 26 | Cash and Carry                  |                 | 10 marzo 1971     |                 |